# 大和赤驥
大和赤驥（日語：ダイワスカーレット），是日本純種競賽馬匹。生涯活躍於中長途賽事，並於所有比賽均跑獲頭二成績，被譽為「日本2000年代中後期最強雌馬」之一。

## 出賽前
2004年5月13日出生於北海道千歲市社台牧場，成長途中被馬主大城敬三購入。
其後交由栗東訓練中心練馬師松田國英訓練。

## 競賽生涯

### 2歲
11月19日出戰京都競馬場2歲新馬戰，原定由武豐策騎，但由於其一早有約而改爲夥拍安藤勝己。比賽開始後，其處於第二的先頭位置推進，並於最後彎道取得領先。進入直路後，其開始加速衝刺，最終以1馬位優勢奪得首勝。
12月16日出戰中京兩歲錦標，於其中再次以先頭戰術搭配直路上的衝刺，成功以1/2馬位壓過同父馬喜氣滿盈獲得冠軍。

### 3歲
2007年1月8日出戰新山紀念，面對桂冠戰士及及喜氣滿盈等強敵，其仍然以壓倒性的1.9倍獨贏賠率獲得第一人氣。比賽開始後，其處於第三的位置推進，並保持穩定的速度。進入直路後，其隨即衝出並不斷加速，但最終被由外檔位置衝刺的喜氣滿盈超越，獲得第二。
其後出戰鬱金香賞，僅次於上年度阪神兩歲牝馬錦標冠軍伏特加獲得第二人氣。比賽開始後，其繼續選擇慢放戰術，於前方帶領馬群的同時累積優勢。進入直路後，其隨即發力進行二段加速，於直路中段一度拋離對手。然而此時後方的伏特加於馬群衝出並以凌厲的姿勢加速，最終大和赤驥被超越下以頸位差距落敗得第二。
4月8日出戰櫻花賞，落後於伏特加及Hagino Lucere獲得第三人氣。比賽開始後，由於其處於第18檔最外檔位置，其並未積極爭搶位置，而是於外檔逐步向內移並保持自身於先頭部隊。通過最後彎道時，騎師安藤開始指揮其進行加速，並以領先姿態進入直路。進入直路後，其和伏特加展開纏鬥，而此時處於大和赤驥後方的伏特加嘗試採用頂撞的姿態突破大和赤驥的封阻，但大和赤驥憑藉其優秀的體格成功阻擋此攻擊，最終繼續加速下以1 1/2馬位優勢獲得冠軍。
贏得櫻花賞後，陣營決定以雌馬三冠第二關優駿牝馬（日本橡樹大賽）爲目標，但於賽前突然發燒，最終於陣營考慮過後決定避戰。
進入夏季後，其被安排至宮城縣山元町山元訓練中心放草，備戰秋季的賽事。
放草過後於9月16日出戰秋華賞前哨戰玫瑰錦標，比賽途中以慢放戰術成功一放到底，以1/2馬位優勢獲得冠軍。
10月14日出戰秋華賞，比賽途中一直保持於前方位置，並於通過第三彎道後開始加速奪得領先。進入直路後，其隨即繼續發力衝刺，於直路上一路獨走並成功抵擋後方Rain Dance及伏特加的來襲，最終拋離對手1 1/2馬位獲勝。
其後出戰女皇伊利沙伯二世盃，此戰不但需要面對一衆年長馬匹，更要和上屆盟主火神及上一代女皇東商變革決戰。比賽開始後，由於原本賽前宣言會快放的Asahi Rising漏閘，因而大和赤驥趁機搶佔位置進行領放。通過第三彎道的時候，其開始發力加速，並於第四彎道的時候經已明顯領先。進入直路後，面對內檔的東商變革及外檔的火神，其仍然保持速度並繼續衝刺，最終於成功抵擋對手的追擊下，以3/4馬位優勢獲得勝利，成爲計美妙姿勢及Admire Groove後第三匹勝出此賽事的3歲馬。
12月23日出戰有馬紀念，除了有本年度稱霸春秋天皇賞的名將森遜外，亦要面對目前一級賽五勝的半兄大和主將。比賽開始後，其於第二的位置追趕領放馬長山駿馬，並於第四彎道超越對手取得領先。進入直路後，其繼續保持優勢，但此時處於內檔的第九人氣伏兵梵高藝展突然衝出，最終大和赤驥不但被超越，更被拉開1 1/4馬位差距落敗得第二。
年末，由於年間贏得三個一級賽的優勢表現，成功以275票當選最佳3歲雌馬及以162票當選最佳父內國產馬，但於日本馬王評選則105票差距敗於寶塚紀念及日本盃冠軍賞月。

### 4歲
2008年年初陣營原先安排其遠征阿聯酋出戰杜拜世界盃，並以國內的泥地一級賽二月錦標作爲熱身。然而其於斜路訓練時被彈起的木碎傷及眼部引發角膜炎，最終需要休養並取消遠征計劃。
4月6日出戰產經大阪盃作爲復出，即使面對名將森遜、網亨通、永威勝及淺草皇帝等強敵仍然獲得第一人氣。比賽開始後，其再次使用慢放戰術起步，並於第四彎道後仍然保持領先。進入直路後，其繼續加速保持速度，成功抵擋內欄迫近的榮進代表及淺草皇帝，以3/4馬位優勢奪冠，成爲計1998年氣槽後再一匹勝出此賽事的雌馬。
賽後由於陣營發現其腳步腫脹，因而安排其前往山元訓練中心放草。放草期間經過醫療團隊詳細檢查後確定爲右前腳患有管骨骨瘤，因而休養整個春季。
11月2日出戰秋季天皇賞作爲復出戰，再次落後伏特加獲得第二人氣。比賽開始後，其並未如同往常一樣慢放，而是搶佔位置系隨即快放，並做出頭1000米58.7秒的較快步速。進入直路後，其保持速度繼續加速，於直路中段和於中團衝出的伏特加及天空深處展開纏鬥。其後於直路末段，天空深處因體力不支失速，局面變成大和赤驥及伏特加的單對單決鬥。最終兩駒於終點線前形成平頭姿勢，而於照片判定下則判處大和赤驥以2厘米的微小差距遺憾落敗。
12月28日出戰有馬紀念，由於此前的絕佳狀態，其以2.6的獨贏賠率獲得第一人氣。比賽開始後，其雖然處於第13檔較外檔位置，但仍然奮力搶佔位置進行領放。通過第二彎道的時候，其放慢速度作調整，但仍然保持於領先位置。進入第三彎道後，其開始快力並加快節奏，繼續以領先的姿態進入最後直路。進入直路後，其仍然有餘力進行衝刺保持速度，面對大外檔第十四人氣的伏兵尊皇的凌厲速度，其仍然可以抵擋壓力繼續於前方領放，最終保持優勢下以1 3/4馬位壓過對手，成爲時隔37年計Toumei後再次勝出有馬紀念的雌馬。
完成有馬紀念後，陣營原先打算安排其於翌年遠征，並放出至少贏得三個一級賽的豪言。然而其於馬房調整時被發現患有肌腱炎，於陣營慎重考慮下，最終決定安排其退役。

### 詳細賽績
| 日期       | 舉辦國家 | 馬場 | 距離   | 級別   | 賽事名稱           | 負重 | 騎師     | 馬號 | 出馬 | 名次 | 時間   | 頭馬（二馬）     |
| ---------- | -------- | ---- | ------ | ------ | ------------------ | ---- | -------- | ---- | ---- | ---- | ------ | ---------------- |
| 11/19/2006 | 日本     | 京都 | 草2000 |        | 2歲新馬            | 54   | 安藤勝己 | 3    | 12   | 1    | 2:04.1 | （Cosmo Gromit） |
| 16/12/2006 | 日本     | 中京 | 草1800 | OP     | 中京兩歲錦標       | 54   | 安藤勝己 | 1    | 8    | 1    | 1:47.8 | （喜氣滿盈）     |
| 8/1/2007   | 日本     | 京都 | 草1600 | JpnIII | 新山紀念           | 56   | 安藤勝己 | 8    | 10   | 2    | 1:35.3 | 喜氣滿盈         |
| 3/3/2007   | 日本     | 阪神 | 草1600 | JpnIII | 鬱金香賞           | 54   | 安藤勝己 | 7    | 16   | 2    | 1:33.7 | 伏特加           |
| 8/4/2007   | 日本     | 阪神 | 草1600 | JpnI   | 櫻花賞             | 55   | 安藤勝己 | 18   | 18   | 1    | 1:33.7 | （伏特加）       |
| 16/9/2007  | 日本     | 阪神 | 草1800 | JpnII  | 玫瑰錦標           | 55   | 安藤勝己 | 5    | 14   | 1    | 1:46.1 | （Bella Rheia）  |
| 14/10/2007 | 日本     | 京都 | 草2000 | JpnI   | 秋華賞             | 55   | 安藤勝己 | 13   | 18   | 1    | 1:59.1 | （Rain Dance）   |
| 11/11/2007 | 日本     | 京都 | 草2200 | GI     | 女皇伊利沙伯二世盃 | 54   | 安藤勝己 | 7    | 13   | 1    | 2:11.9 | （火神）         |
| 23/12/2007 | 日本     | 中山 | 草2500 | GI     | 有馬記念           | 53   | 安藤勝己 | 7    | 15   | 2    | 2:33.8 | 梵高藝展         |
| 6/4/2008   | 日本     | 阪神 | 草2000 | GII    | 產經大阪盃         | 56   | 安藤勝己 | 9    | 11   | 1    | 1:58.7 | （榮進代表）     |
| 2/11/2008  | 日本     | 東京 | 草2000 | GI     | 秋季天皇賞         | 56   | 安藤勝己 | 7    | 17   | 2    | 1:57.2 | 伏特加           |
| 28/12/2008 | 日本     | 中山 | 草2500 | GI     | 有馬記念           | 55   | 安藤勝己 | 13   | 14   | 1    | 2:31.5 | （尊皇）         |

## 退役後
退役後，大和赤驥成爲了繁殖雌馬，於北海道千歲市社台牧場休養，在2009年進行配種。首匹子嗣Daiwa Reine於2010年出生，可於2012年出賽。
2023年12月，其由繁殖雌馬退役，繼續於牧場內進行養老生活。

### 詳細繁殖資料
| 數目     | 馬名          | 出生年 | 性別 | 父系             | 練馬師                                       | 馬主                     | 戰績                        |
| -------- | ------------- | ------ | ---- | ---------------- | -------------------------------------------- | ------------------------ | --------------------------- |
| 第一匹   | Daiwa Reine   | 2010   | 雌   | Chichicastenango | 栗東・松田國英                               | 大城敬三                 | 4戰0冠1亞0季（退役・繁殖）  |
| 第二匹   | Daiwa Legend  | 2011   | 雌   | 夏威夷王         | 美浦・國枝榮                                 | 大城敬三                 | 22戰4冠2亞5季（退役・繁殖） |
| 第三匹   | Daiwa Miranda | 2012   | 雌   | 無敵先鋒         | 美浦・國枝榮                                 | 大城敬三                 | 14戰2冠1亞2季（退役・繁殖） |
| 第四匹   | Daiwa With Me | 2013   | 雌   | 夏威夷王         | 栗東・松田國英 →大井・立花伸 →船橋・川島正一 | 大城敬三                 | 21戰2冠2亞1季（退役・繁殖） |
| 第五匹   | 大和星耀      | 2014   | 雌   | 帝國先驅         | 美浦・鹿戶雄一                               | 大城敬三                 | 11戰3冠3亞0季（退役・繁殖） |
| 第六匹   | Daiwa Memory  | 2015   | 雌   | 小說名家         | 美浦・國枝榮                                 | 大城敬三                 | 16戰3冠0亞2季（退役）       |
|          | （受胎失敗）  |        |      | 皇中王           |                                              |                          |                             |
| 第七匹   | Daiwa Kunnana | 2017   | 雌   | 小說名家         | 美浦・池上昌和 →大井・荒山勝德               | 大城敬三 →吉田照哉       | 16戰3冠1亞1季（退役・繁殖） |
| 第八匹   | Umbrella Date | 2018   | 雌   | 榮進閃耀         | 栗東・角居勝彥 →栗東・藤原英昭               | 吉田千津                 | 11戰2冠2亞0季（退役・繁殖） |
| 第九匹   | Scarlet Aura  | 2019   | 雌   | 龍王             | 栗東・中內田充正                             | Shadai Race Horse Co Ltd | 3戰0冠0亞0季（退役・繁殖）  |
| 第十匹   | Scarlet Aria  | 2020   | 雌   | 龍王             | 栗東・安田翔伍                               | Shadai Race Horse Co Ltd | 2戰0冠0亞0季（退役）        |
| 第十一匹 | Grand Scarlet | 2021   | 雄   | 龍王             | 栗東・大久保龍志 →園田・盛本信春             | Shadai Race Horse Co Ltd | 6戰0冠0亞0季（退役）        |
|          | （受胎失敗）  | 2022   |      | Bricks and Motor |                                              |                          |                             |
|          | （死胎）      | 2023   |      | Bricks and Motor |                                              |                          |                             |

## 血統簡介
父系愛麗速子爲日本賽駒，生涯四戰四勝，以無敗姿態勝出2001年皋月賞，但因傷病提早退役配種，因而被人稱謂「幻之三冠馬」。祖父週日寧靜是美國三冠賽雙軍馬，退役後在日本配種，在日本馬壇相當成功，贏得多項分級賽事，其子嗣贏得巨額獎金。
母系Scarlet Bouquet爲日本賽駒，生涯戰績不俗，曾勝出四場三級賽，亦擁有優秀的血統，出自日本傳統雌系「緋紅一族」（スカーレット一族）。外祖父北方風味爲加拿大賽駒，於當地有不俗的戰績，退役後被社台集團引進日本作爲配種馬使用，於週日寧靜引入前一度爲日本最成功的種馬，於與當時象徵牧場的巴索隆齊名。

### 血統表
| 父線：週日寧靜系（Halo系）                     |                            |               |                 |
| 種馬 愛麗速子 1998年（栗色）                   | 週日寧靜 1986年（棕色）    | Halo          | Hail to Reason  |
| 種馬 愛麗速子 1998年（栗色）                   | 週日寧靜 1986年（棕色）    | Halo          | Cosmah          |
| 種馬 愛麗速子 1998年（栗色）                   | 週日寧靜 1986年（棕色）    | Wishing Well  | Understanding   |
| 種馬 愛麗速子 1998年（栗色）                   | 週日寧靜 1986年（棕色）    | Wishing Well  | Mountain Flower |
| 種馬 愛麗速子 1998年（栗色）                   | 愛麗花 1987年（棗色）      | Royal Ski     | Raja Baba       |
| 種馬 愛麗速子 1998年（栗色）                   | 愛麗花 1987年（棗色）      | Royal Ski     | Coz Onijinsky   |
| 種馬 愛麗速子 1998年（栗色）                   | 愛麗花 1987年（棗色）      | Agens Lady    | Remand          |
| 種馬 愛麗速子 1998年（栗色）                   | 愛麗花 1987年（棗色）      | Agens Lady    | Ikoma Eikan     |
| 繁殖雌馬 Scarlet Bouquet 1988年（栗色）        | 北方風味 1971年（栗色）    | 北地舞人      | 新北區          |
| 繁殖雌馬 Scarlet Bouquet 1988年（栗色）        | 北方風味 1971年（栗色）    | 北地舞人      | Natalma         |
| 繁殖雌馬 Scarlet Bouquet 1988年（栗色）        | 北方風味 1971年（栗色）    | Lady Victoria | Victoria Park   |
| 繁殖雌馬 Scarlet Bouquet 1988年（栗色）        | 北方風味 1971年（栗色）    | Lady Victoria | Lady Angela     |
| 繁殖雌馬 Scarlet Bouquet 1988年（栗色）        | Scarlet Ink 1971年（栗色） | Crimson Satan | Spy Song        |
| 繁殖雌馬 Scarlet Bouquet 1988年（栗色）        | Scarlet Ink 1971年（栗色） | Crimson Satan | Papila          |
| 繁殖雌馬 Scarlet Bouquet 1988年（栗色）        | Scarlet Ink 1971年（栗色） | Consentida    | Beau Max        |
| 繁殖雌馬 Scarlet Bouquet 1988年（栗色）        | Scarlet Ink 1971年（栗色） | Consentida    | La Menina       |
| 雌系：Scarlet Ink系（號族：4-d）               |                            |               |                 |
| 五代內近親交配：Lady Angela 5×4、Almahmoud 5×5 |                            |               |                 |

## 命名由來
名字中，Daiwa（ダイワ）是馬主大城敬三冠名，出自其經營之大和商事，Scarlett（カーレット）則有紅色的意思，出自電影《亂世佳人》中女主角郝思嘉之名字，亦有繼承自母系Scarlet Bouquet名字之意味，香港則取此詞意思，翻譯为「赤驥」。

## 外部連結
- 大和赤驥 netkeiba.com （页面存档备份，存于）
- 血統表 （页面存档备份，存于）